# アーナンダ・マイトレーヤ

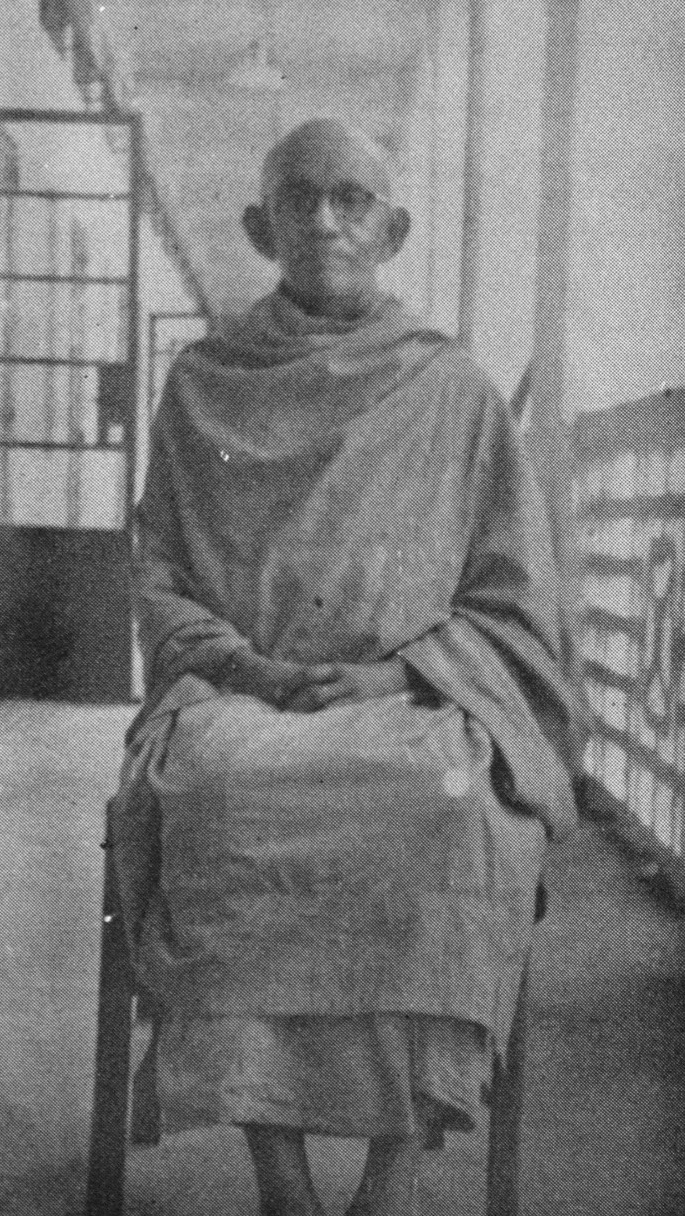
Balangoda Ananda Maitreya (1954年).

バランゴダ・アーナンダ・マイトレーヤ（Balangoda Ananda Maitreya, シンハラ語：බලංගොඩආනන්දමෛත්රෙයමහනාහිමි）（1896年8月23日 - 1998年7月18日）は、スリランカの仏教学者。20世紀最高の上座部仏教僧の一人。瞑想によって優れた精神的修行を成し遂げた、最も尊敬されるスリランカ仏教僧の一人と見なされている 。
ささやかな生活を送りながら、世界における仏教の伝播のために尽力した。スリランカの仏教徒からは広く菩薩（Bodhisattva）として見なされていた。今も20世紀スリランカの僧侶で最も尊敬されている一人である。

## 生涯
1896年8月23日、KirindigalaバランゴーダでNA Mathises Appuhamy（Maddumahamy）とB. Heenmanikeの間に生まれた。
15歳で仏教僧になることを決め、1922年3月2日にスリランカのバランゴーダ、ウドゥムラのスリ・ナンダラマーヤ寺院で沙弥となった。
僧侶になった後も研究を続け、後に仏教・言語学者となった。1919年にコロンボのアナンダ・カレッジに入学。1922年には同大学の教師となった。
アーナンダ・マイトレーヤは、1925年に設立されたコロンボのナーランダ・カレッジで初めてのダンマーチャリヤ（仏教の教師）となった。
その後、彼はスリランカのヴィディヨーダヤ（Vidyodaya）大学における大乗仏教の教授になった。彼は1963年に仏教学部、学部長のポストに任命された。1966年10月1日に、彼は同大学で副学長のポストに任命された。
アーナンダ・マイトレーヤは、優れた瞑想者として有名だった。彼はサマタ瞑想とヴィパッサナー瞑想の両方において熱心な実践をしてきたとされ、瞑想によって高い境地に至っていると考えられた。その教えと人生は多くの僧侶や信徒に影響を与えている。
仏教の伝播のために世界の多くの国に旅した。1998年7月18日11:40に101歳で死去した。

## 著書
- The Dhammapada: The Path of Truth: Softcover, Wisdom Pubns, ISBN 0-932156-04-5

## 参照
- Dhammalankara, Iththapane. Budu Bawa Pathana Balangoda Ananda Maithreya Maha Naahimi (බුදු බව පතන බලන්ගොඩ ආනන්ද මෛත්‍රෙය මහනාහිමි), Sri Devi Printers (Pvt) Ltd (1992), ISBN 955-95328-1-2[疑問点 – ノート]